# 川田ひな
川田 ひな（かわだ ひな、1999年2月16日 - ）は、香川県出身の女子競輪選手。日本競輪選手会香川支部所属、ホームバンクは高松競輪場。日本競輪学校（当時。以下、競輪学校）第114期生。

## 経歴
中学、高校時代はソフトボールに打ち込んでいた。父親からガールズケイリンの存在を聞き興味を持ち、ガールズサマーキャンプに参加、競輪選手を目指すようになったという。
2017年1月12日、競輪学校第114回技能試験に合格。在校競走成績は11位（5勝）。卒業記念レースは4着。
2018年7月11日、四日市競輪場でデビューし4着。初勝利は同年9月8日の京王閣競輪場で挙げた。